# Robert Sieger (Geograph)
Robert Sieger (Robert Sieger der Jüngere; * 8. März 1864 in Wien, Österreich; † 1. November 1926 in Graz) war ein österreichischer Geograph und Hochschullehrer.

## Leben und Wirken
Robert Sieger war der Sohn des Buchdruckers, Lithografen und Unternehmers Robert Sieger. Er besuchte in Wien das Gymnasium und studierte ab 1881 an der Universität Wien Geschichte unter anderem bei Max Büdinger und Sprachwissenschaft. Er interessierte sich auch für Geographie und besuchte Vorlesungen bei Friedrich Simony und bei Albrecht Penck, dessen Schüler er später wurde. 1886 legte er mit den Hauptfächern Geschichte, vergleichende Sprachwissenschaft und Sanskrit das Rigorosum ab und wurde mit einer Arbeit über die Entstehung des Schatt al-Arab zum Dr. phil. promoviert.
Er legte die Lehramtsprüfung für Geschichte und Geographie ab, studierte ab 1889 bei Heinrich Kiepert und Ferdinand von Richthofen in Berlin und bereiste Deutschland und Skandinavien. Ab 1892 unterrichtete er an Mittelschulen. 1894 habilitierte er sich und wurde Privatdozent für Geographie an der Universität Wien, 1898 außerordentlicher Professor für Wirtschaftsgeographie an der Exportakademie Wien und 1903 außerordentlicher Professor für Geographie an der Universität Wien. 1905 wurde er als Nachfolger von Eduard Richter als ordentlicher Professor an die Universität Graz berufen. Für 1925/1926 wurde er zum Rektor der Universität gewählt.
1905 heiratete er die Malerin Marie Schuster-Schörgarn, mit der er einen Sohn (* 1908) hatte.
Robert Sieger beschäftigte sich mit Klimaschwankungen, mit der Geographie und Landeskunde von Österreich, mit Human-, Handels-, Wirtschafts- und Verkehrsgeographie und später auch mit politischer Geographie und Geopolitik.
Er begründete und redigierte den Geographischen Jahresbericht aus Österreich, der von Franciszek Czerny, Oskar Lenz, Ferdinand Löwl, Jan Palacký, Albrecht Penck, Anton Rehmann, Eduard Richter, Wilhelm Tomaschek und Franz von Wieser herausgegeben wurde und ab 1897 im Verlag Ed. Hölzel erschien. Ab 1910 bearbeitete er mit Franz Heiderich eine Neuausgabe des von Karl Andree begründeten Standardwerkes Geographie des Welthandels. 1919 war er Berater für geographische Fragen der österreichischen Delegation bei den Verhandlungen zum Vertrag von Saint-Germain.
1921 wurde er korrespondierendes Mitglied der Österreichischen Akademie der Wissenschaften.
Robert Sieger war ab 1892 Mitglied der Anthropologischen Gesellschaft in Wien. Seit der Gründung 1894 war er Mitglied im Verein für Volkskunde, mit dessen Mitgründer Wilhelm Hein er in freundschaftlicher Beziehung stand. Er war Mitglied im Verein der Geographen der Universität Wien. 1925 wurde er Ehrenmitglied des Historischen Vereins für Steiermark.
Robert Sieger prägte 1922 mit Hermann Rüdiger den Begriff Donauschwaben.
In Graz wurde die Dr.-Robert-Sieger-Straße nach ihm benannt.

## Schriften
- Wann entstand der Šat-el-Arab. Dissertation. Universität Wien 1885.
- Seenschwankungen und Strandverschiebungen in Skandinavien. In: Zeitschrift der Gesellschaft für Erdkunde zu Berlin. Band 28, 1898, S. 1–106 (Textarchiv – Internet Archive) und S. 393–520 (Textarchiv – Internet Archive).
- Die Alpen. Göschen, Leipzig 1900, OCLC 1068486150.
- Die geographischen Grundlagen der österreichisch-ungarischen Monarchie und ihrer Außenpolitik. Teubner, Leipzig/Berlin 1915, archive.org. Neuauflage: Salzwasser, Paderborn 2013, ISBN 978-3-86382-872-1.
- mit Franz Heiderich: Geographie des Welthandels. Begründet von Karl Andree. 4 Bände. Seidel, Wien 1910–1921.
- Aus der Kriegszeit für Friedenstage. Gesammelte Aufsätze. Leuschner & Lubensky, Graz/Leipzig 1916, DNB 361702841.
- Was sie uns einreden wollen. Betrachtungen zur Frage der Friedensverhandlungen. Deutsche Vereinsdruckerei, Graz 1917, DNB 364030070.
- Vom heutigen Deutsch-Osterreich. Callwey, München 1917, DNB 362740216.
- Der österreichische Staatsgedanke und seine geographischen Grundlagen. Fromme, Leipzig 1918, DNB 362740232.
- Die Geographie und der Staat. Rede bei der Inauguration als Rector Magnificus der Karl-Franzens-Universität in Graz. Leuschner & Lubensky, Graz 1925, DNB 576177679.
- Das Deutschtum von der Etsch bis zur Donau. Pfeiffer, München 1925, DNB 362740224.

Artikel schrieb er unter anderem für die Österreichische Zeitschrift für Volkskunde, die Geographische Zeitschrift, die Mitteilungen  des Instituts für Österreichische Geschichtsforschung, die Mitteilungen der k. k. Geographischen Gesellschaft in Wien und die Zeitschrift der Gesellschaft für Erdkunde zu Berlin.